# 实皆王国
實皆王國是緬甸歷史上的一个撣族王國，存在于1315年—1365年。該國原為彬牙王國北部省份實皆省。彬牙王底哈都之子蘇雲統治該省期間，取得了事實獨立的地位。1325年，底哈都死後，正式宣告獨立。
實皆王國能夠獨立主要歸功於彬牙王國的內部分裂，而實皆王國內部也充滿著宮廷陰謀。1330年代中葉至1350年代，實皆王國的實權掌握在首相南達巴堅的手中，在此期間實皆國王權力甚弱。1350年代，索敏成功修復了與彬牙王國之間的緊張關係，共同對抗北方的撣族政權麓川。1356年至1364年期間，麓川多次入侵上緬甸，實皆首當其衝。1364年，麓川軍隊先後洗劫了實皆和彬牙。索敏之子德多明帕耶於同年控制了兩國被毀滅的首都，並於1365年建立阿瓦王國。